# DENZAI環境科学館・室蘭市図書館
DENZAI環境科学館・室蘭市図書館（デンザイかんきょうかがくかん・むろらんしとしょかん）は、北海道室蘭市にある博物館と図書館の複合施設。愛称は「えみらん」。

## 建設概要
室蘭市本町2丁目2番1号に2021年（令和3年）12月25日に開館した。
敷地面積約11,815m2。延床面積4,695m2。建物は鉄筋コンクリート造、一部鉄骨造の地上2階、塔屋1階で、1階が図書館、2階が環境科学館。

## アクセス
- 鉄道

JR「室蘭駅」徒歩8分
- 自動車

室蘭ICから21分
- バス

道南バス「市役所前」「市役所北」徒歩4分

## DENZAI環境科学館
建物2階に位置している。旧室蘭市青少年科学館にあった基礎科学の体験施設だけでなく、地球環境問題、室蘭地域の自然環境、水素などクリーンエネルギーの利用なども学習できる施設になっている。室蘭市内で建設機械レンタル・建設業を営む電材重機が命名権を10年契約で取得し「DENZAI環境科学館」の愛称とした。

### 各室
- 環境コーナー
  - ウォッチングモルエラニ
  - 地球環境問題・リサイクル・水素・PCB
- 科学体験コーナー
- キッズスペース
- むろらん自然体験コーナー
- ものづくりショーケース・コレクションウォール
- プラネタリウム - ドーム径12m、五藤光学研究所「オルフェウス・ハイブリッド」を使用。
- 実験室
- 木工・金工室
- 電工室
- 休憩スペース
- 屋上テラス
- サイエンス広場

### 利用案内
- 開館時間 10:00～17:00（11～2月は10:00～16:00）[1]
- 入場料
  - 大人：展示室600円、プラネタリウム400円
  - 65歳以上：展示室400円、プラネタリウム250円
  - 高校生：展示室300円、プラネタリウム200円
  - 市内居住の中学生以下：展示室は無料、プラネタリウム100円

## 室蘭市図書館
建物1階に位置している。
旧市立室蘭図書館（室蘭市本町2丁目）は図書館施設としては北海道で最も古い建物で老朽化やバリアフリー、耐震性に問題があったため建て替えられた。なお、旧図書館にあった展示品やアイヌ文様の陶板作品は休憩スペースに、彫刻作品「はぐくみ」は中庭に移設された。

### 各室
- 開架・閲覧スペース
- 新聞・雑誌スペース
- 郷土資料スペース
- ふくろう文庫常設展示スペース
- 学習室
- 読み聞かせの部屋
- 閉架書庫
- 講堂

### 利用案内
- 開館時間 10:00 - 18:00[1]